# Кирил Костов (революционер)
Кирил Костов Терзийски е деец на Българската комунистическа партия.

## Биография
Кирил Костов е роден 8 май 1900 година в Кочериново. Баща му бил шивач в селото. След смъртта му през 1909 г. майка му напуска Кочериново и отива да живее с децата си в родния си Горна Джумая. Завършва четвърти клас и става земеделец. Заедно с брат си Борис Костов са членове на БКП.
Домът на братята е явка на Васил Коларов. В 1923 година участва в подготовката на Септемврийското въстание, като в къщата му е складирано част от оръжието за въстанието. На 22 септември в местността Баларбаши участва във формирането на Горноджумайския отряд заедно с братята си Борис и Димитър. След разгрома на отряда над Бистрица Борис и Кирил Костов са заловени в бистришката махала Демирево от дейци на ВМРО и откарани във водениците над Горна Джумая, а на 25 септември са убити в Бачиново.